# Kedawung (Jumapolo)
Kedawung is een bestuurslaag in het regentschap Karanganyar van de provincie Midden-Java, Indonesië. Kedawung telt 2526 inwoners (volkstelling 2010).